# L'Aventure des millions
L'Aventure des millions è un film muto del 1916 diretto da Louis Feuillade.

## Produzione
Il film - un mediometraggio di quasi un'ora - fu prodotto dalla Société des Etablissements L. Gaumont

## Distribuzione
Distribuito dalla Société des Etablissements L. Gaumont, uscì nelle sale cinematografiche francesi nell'ottobre 1916.